# クレイロン
クレイロン (Klairon) とはフランスで生産された競走馬および種牡馬である。
1955年プール・デッセ・デ・プーラン及びジャック・ル・マロワ賞、ヴァレドオージュ賞、ラ・ジョンシェール賞、カルヴァドス賞などに優勝した。
また、タフな馬として知られ、イギリス遠征において2000ギニー3着、アメリカ遠征においてユナイテッドネイションズハンデキャップ3着の成績も残している。
1957年に競走馬を引退し、フランスで種牡馬となったが、しばらくしてイギリスに輸出され、1976年に死亡した。

## おもな産駒
- Monade(FR,1959) - 1962年オークス、ヴェルメイユ賞、1962年凱旋門賞2着
- Blanc Bleu(FR,1959) - 1963年 プランタン大賞
- Altissima(FR,1960) - 1963年プール・デッセ・デ・プーリッシュ
- Lorenzaccio(GB,1965) - 1968年ジャンプラ賞、1970年チャンピオンステークス。産駒にAhonoora。
- D'Urberville(GB,1965) - 1967年ノーフォークステークス、1968年キングズスタンドステークス
- Luthier(FR,1965) - 1968年ジャック・ル・マロワ賞、1976年・1982年-1984年フランスリーディングサイアー
- Rose Dubarry(GB,1969) - 1971年ノーフォークステークス、1972年1000ギニー3着
- Shangamuzo(GB,1973) - 1978年 アスコットゴールドカップ

### 母の父として
- Irish River(FR,1976) - 1979年プール・デッセ・デ・プーランなどG1を7勝
- L'Attrayante(FR,1980) - 1983年プール・デッセ・デ・プーリッシュ、愛1000ギニーなど8勝
- Habibti(IRE,1980) - 1983年ジュライカップ、アベイ・ド・ロンシャン賞、1984年キングズスタンドステークス
- Kebah(FR,1966) - 1968年サラマンドル賞
- Quiet Fling(USA,1972) - 1976年コロネーションカップ
- Rosananti(IRE,1979) - 1982年伊1000ギニー
- Achieved(IRE,1979) - 1981年フェニックスステークス
- サンディクリーク(IRE,1976) - 1978年フューチュリティステークス

## 血統表
| クレイロンの血統（トウルビヨン系＞クラリオン系 / Gay Crusader 4×4=12.50%（父内）、全姉妹Kizil Kourgan・Kizil Sou 5×4=9.375%） | クレイロンの血統（トウルビヨン系＞クラリオン系 / Gay Crusader 4×4=12.50%（父内）、全姉妹Kizil Kourgan・Kizil Sou 5×4=9.375%） | クレイロンの血統（トウルビヨン系＞クラリオン系 / Gay Crusader 4×4=12.50%（父内）、全姉妹Kizil Kourgan・Kizil Sou 5×4=9.375%） | （血統表の出典）       | （血統表の出典） |
| 父 Clarion 1944 鹿毛 | 父の父Djebel 1937 鹿毛 | Tourbillon | Ksar                   | Ksar             |
| 父 Clarion 1944 鹿毛 | 父の父Djebel 1937 鹿毛 | Tourbillon | Durban                 |                  |
| 父 Clarion 1944 鹿毛 | 父の父Djebel 1937 鹿毛 | Loika | Gay Crusader           | Gay Crusader     |
| 父 Clarion 1944 鹿毛 | 父の父Djebel 1937 鹿毛 | Loika | Coeur a Coeur          |                  |
| 父 Clarion 1944 鹿毛 | 父の母Columba 1930 黒鹿毛 | Colorado | Phalaris               | Phalaris         |
| 父 Clarion 1944 鹿毛 | 父の母Columba 1930 黒鹿毛 | Colorado | Canyon                 |                  |
| 父 Clarion 1944 鹿毛 | 父の母Columba 1930 黒鹿毛 | Gay Bird | Gay Crusader           | Gay Crusader     |
| 父 Clarion 1944 鹿毛 | 父の母Columba 1930 黒鹿毛 | Gay Bird | Popinjay               |                  |
| 母 Kalmia 1931 鹿毛 | 母の父Kantar 1925 鹿毛 | Alcantara | Perth                  | Perth            |
| 母 Kalmia 1931 鹿毛 | 母の父Kantar 1925 鹿毛 | Alcantara | Toison d'Or            |                  |
| 母 Kalmia 1931 鹿毛 | 母の父Kantar 1925 鹿毛 | Karabe | Chouberski             | Chouberski       |
| 母 Kalmia 1931 鹿毛 | 母の父Kantar 1925 鹿毛 | Karabe | Kizil Sou              |                  |
| 母 Kalmia 1931 鹿毛 | 母の母Sweet Lavender 1923 栗毛                                                                                                | Swynford | John o'Gaunt           | John o'Gaunt     |
| 母 Kalmia 1931 鹿毛 | 母の母Sweet Lavender 1923 栗毛                                                                                                | Swynford | Canterbury Pilgrim     |                  |
| 母 Kalmia 1931 鹿毛 | 母の母Sweet Lavender 1923 栗毛                                                                                                | Marchetta | Marco                  | Marco            |
| 母 Kalmia 1931 鹿毛 | 母の母Sweet Lavender 1923 栗毛                                                                                                | Marchetta | Hettie Sorrel F-No.1-w |                  |

- 2代母Sweet Lavender からはTurn-To、クレイロンと同じくトウルビヨン系のMy Babu及びAmbiorix、日本で活躍したダイハードと種牡馬として成功したものが出ている。
- Tourbillonの父として有名なKsarの母Kizil Kourganとその全妹Kizil Souの血がインブリードされている。
- 8代母Queen Berthaは1863年のオークス馬である。